# Zajelnia
Zajelnia (biał. Заельня; ros. Заельня) – wieś na Białorusi, w obwodzie mińskim, w rejonie kleckim, w sielsowiecie Hrycewicze, przy drodze republikańskiej .
Obecna miejscowość obejmuje również dawną wieś Buraczki.
Dawniej wieś i folwark będący własnością Radziwiłłów. Do 1874 dobra należały do ordynacji kleckiej, a następnie wskutek rodzinnego układu do ordynacji nieświeskiej. W dwudziestoleciu międzywojennym Zajelnia i Buraczki leżały w Polsce, w województwie nowogródzkim, w powiecie nieświeskim.